# Jurijs Žigajevs
Jurijs Žigajevs (* 14. November 1985 in Leningrad) ist ein ehemaliger lettischer Fußballspieler.

## Karriere

### Verein
Jurijs Žigajevs der im damaligen Leningrad (heute als Sankt Petersburg bekannt) geboren wurde,  begann seine Karriere in der lettischen Stadt Ilūkste, beim FK Ilūkste. Vom FK wechselte er noch während seiner Jugendzeit zum anderen Zweitligisten aus Ilūkste, dem FK Zibens/Zemessardze. Ab der Spielzeit 2002 stand er beim FK Riga unter Vertrag, wo er auch sein Profidebüt in der höchsten lettischen Spielklasse der Virslīga gab. Beim Verein aus der Hauptstadt Lettlands sollte er insgesamt sieben Spielzeiten unter Vertrag stehen. Im Sommer 2008 wechselte er zum FK Ventspils und gewann dort gleich die Lettische Meisterschaft. In der Baltic League konnte er mit der Mannschaft im Finale 2009/10 gegen Sūduva Marijampolė aus Litauen ebenfalls den Titel gewinnen. Im Finalspiel kam er nach 65. Spielminuten für Ritvars Rugins auf das Feld, um in der Verlängerung einen Elfmeter sicher zu verwandeln, sowie im anschließenden Elfmeterschießen. In der ersten Halbserie 2008 konnte Žigajevs in 18 Spielen 15 Tore erzielen, woraufhin er in der Sommerpause zum polnischen Erstligisten Widzew Łódź wechselte. Nach dem Debüt gegen Arka Gdynia spielte er nur vier weitere Male im Trikot des Łódźer Stadtteilklubs aus Widzew. Folglich wechselte er nach der Saison 2011/12 zurück nach Lettland und unterschrieb wieder beim FK Ventspils. Hier spielte er bis zum Ende der Saison 2017 und ging dann für sieben Monate zum FK Spartaks Jūrmala und beendete dort am 31. Juli 2018 seine Karriere.

### Nationalmannschaft
Jurijs Žigajevs debütierte für die Lettische Fußballnationalmannschaft im Jahr 2007 gegen Island, nachdem er für Aleksejs Višņakovs eingewechselt wurde. Im Jahr 2008 nahm Žigajevs erstmals mit Lettland am Baltic Cup teil und konnte diesen nach zwei Siegen gegen Estland und Litauen gewinnen, wobei er nur im zweiten Spiel zum Einsatz kam. Beim Baltic Cup 2010 sollte der Mittelfeldspieler in den beiden Länderspielen zu Einsatzminuten kommen, konnte den Titel von 2008 mit der Auswahl allerdings nicht erfolgreich verteidigen. Den ersten Treffer im Nationaltrikot konnte er im Jahr 2009 markieren als er gegen Luxemburg traf. Sein bis dato letztes Länderspiel absolvierte Žigajevs im September 2011 gegen Griechenland, bevor er wieder im Februar 2013 beim 0:3 gegen Japan in Kōbe eingesetzt wurde.

## Erfolge
mit dem FK Ventspils
- Lettischer Meister: 2008, 2013, 2014
- Lettischer Pokalsieger: 2013
- Baltic League: 2010

mit Lettland
- Baltic Cup: 2008, 2014